# Kauko Hänninen
Kauko Antero Hänninen (ur. 28 stycznia 1930 w Kinnuli, zm. 26 sierpnia 2013 w Sipoo) – fiński wioślarz, brązowy medalista olimpijski.
Wystąpił na igrzyskach olimpijskich w Melbourne w 1956, gdzie Finowie w składzie: Kauko Hänninen, Reino Poutanen, Veli Lehtelä, Toimi Pitkänen i Matti Niemi (sternik) zdobyli brązowy medal w czwórkach ze sternikiem. W wyścigu finałowym o 11,5 sekundy wyprzedzili ich Włosi, a o 8,5 sekundy lepsi byli Szwedzi. Wystąpił tam także w czwórkach bez sternika, jednak odpadł w repasażach pierwszej rundy. Na rozgrywanych cztery lata późnej igrzyskach olimpijskich w Rzymie dotarł do półfinałów w czwórkach ze sternikiem. Następnie odpadł w repasażach pierwszej rundy w tej samej konkurencji podczas igrzysk olimpijskich w Tokio w 1964. Brał też udział w igrzyskach olimpijskich w Meksyku w 1968, tym razem startując w dwójkach bez sternika. Finowie odpadli tam w repasażach pierwszej rundy.
W czwórkach ze sternikiem zdobył też złoty medal na mistrzostwach Europy w Bledzie (1956). Ponadto zdobył brązowe medale w czwórkach ze sternikiem i czwórkach bez sternika na mistrzostwach Europy w Gandawie (1955).
Łącznie 23 razy zdobywał mistrzostwo kraju: w dwójkach podwójnych w 1967, dwójkach bez sternika w latach 1954 i 1966, czwórkach ze sternikiem w 1966, czwórkach bez sternika w latach 1955-56 i 1965, czwórkach ze sternikiem w latach 1955, 1958-60 i 1963-65 oraz w ósemkach w latach 1955, 1957, 1959-62 i 1964-66. Po zakończeniu kariery pracował jako spawacz.